# Via degli Agli
Via degli Agli è una via del centro storico di Firenze, situata tra l'incrocio di via dei Pecori con via dei Boni e quello di piazza degli Antinori con via de' Rondinelli. Incontra a circa metà del tracciato, sulla destra, via Teatina.

## Storia

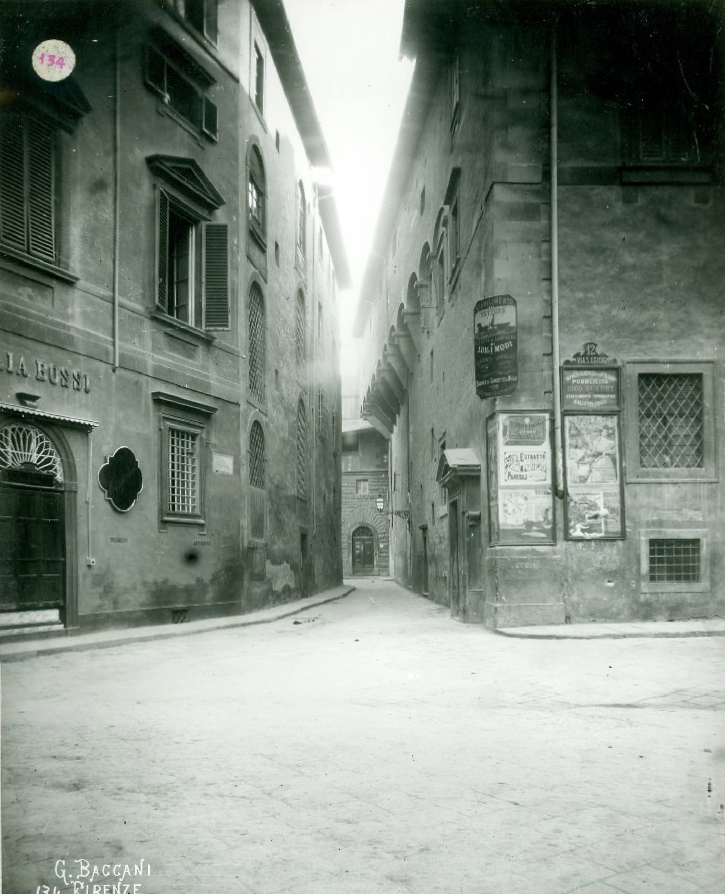
Via degli Agli (all'epoca via Teatina) vista da piazza Antinori prima delle demolizioni

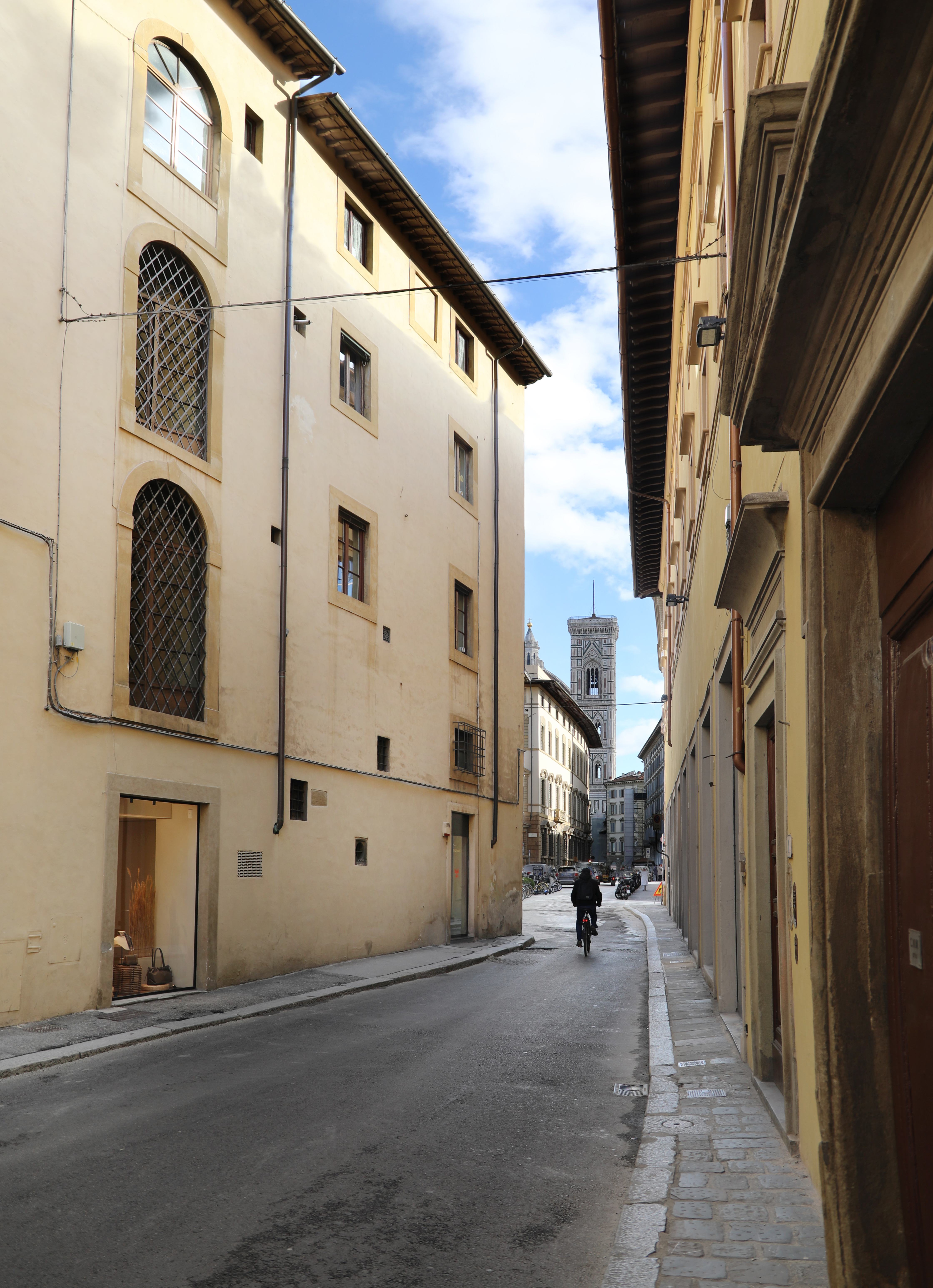
La stessa veduta oggi, che permette uno scorcio verso il campanile di Giotto

La denominazione della strada venne conferita dalla Giunta comunale nel 1893, al termine dei lavori di "risanamento" e in riferimento all'antica famiglia che in questa zona ebbe case, loggia e torri. Come le altre strade di questo isolato, ebbe un nome "riciclato", che manteneva la memoria del passato ma che identificava originariamente un altro luogo. In questo caso l'originaria via degli Agli era un tratto dell'attuale via de' Vecchietti davanti al palazzo Ricci Altoviti, dove si apriva trasversalmente anche la piazza degli Agli e vi si trovava una loggia di questa famiglia.
L'attuale via degli Agli invece era uno stretto vicolo che collegava la piazza di San Michele Bertelde (piazza Antinori) con piazza Padella, costeggiando la stufa di Lippozzo di Cipriano Mangioni, un bagno pubblico, e per questo era detto chiasso di Piazza Padella. Su questa piazza dal 1329 esisteva un bordello pubblico, ma non coincideva con la "stufa", poiché questa, almeno fino al XV secolo, era frequentata dalla "parte più eletta della cittadinanza", sebbene iniziò a decadere quando passò a Pio degli Obizzi, che la trasformò in osteria e albergo, degradando col tempo a "convegno di giocatori, di gente viziosa, centro di immoralità e di sozzura".
Già dal 1592-1593 la zona iniziò ad essere rivoluzionata per l'ampliamento del convento dei padri Teatini, con la chiusura della piazza Padella e la nascita del vicolo lungo il lato nord, detto via Teatina (così si trova nei documenti del 1730 e nella pianta di Firenze di Ferdinando Ruggieri del 1731), altro nome che a fine Ottocento venne riciclato per un'altra strada. 
Nell'Ottocento si trova attestato il nome di via o di chiasso de' Buoi, legato forse a un macello pubblico, e attestato sia per questa strada che per l'ultimo tratto di via de' Pecori e per il vicolo che da qui curva verso piazza Santa Maria Maggiore (dal 1926 detto via Teatina).
L'aspetto ottocentesco della via prima delle demolizioni, documentato da alcune fotografie, era diverso da quello attuale: il convento teatino era circondato da un muro con un avancorpo superiore poggiato su beccatelli, somigliante a una fortezza; non esisteva lo sbocco di via Pescioni, ma a quell'altezza la via formava un angolo e girava attorno allo spigolo di un palazzo degli Agli formando uno slargo che ancora si intuisce sul lato settentrionale dove confluisce via Teatina; da qui riprendeva un aspetto rettilineo verso via de' Pecori, che a quel tempo si chiamava via de' Boni (altro nome riciclato poi per un vicolo).

## Descrizione

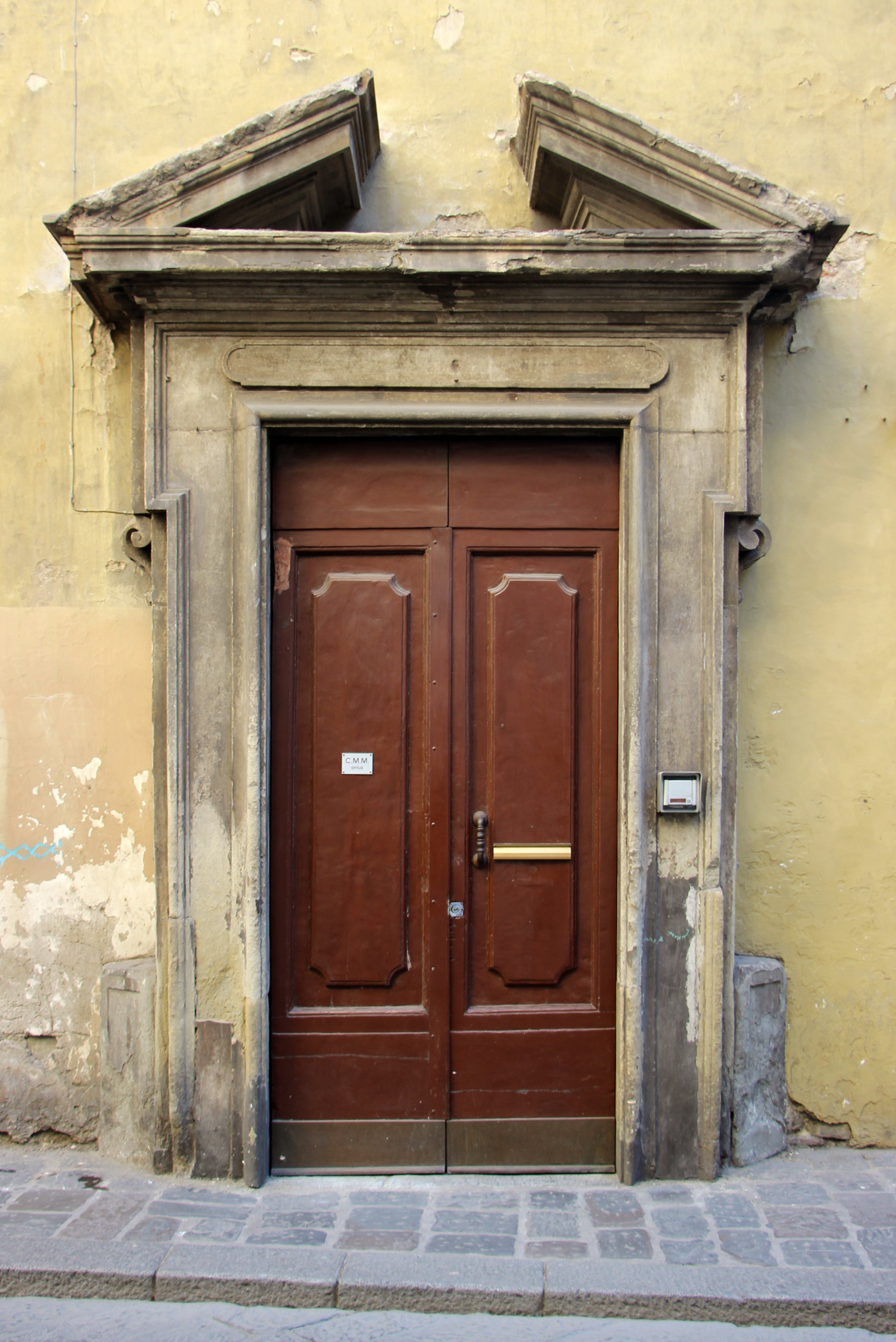
Portale seicentesco che conduce ai sotterranei del convento di San Gaetano., già sede di confraternite e oggi usati per scopi legati alla rettoria

Oggi la strada, in bilico tra aspetto antico sul lato settentrionale e parte riconfigurata su quello meridionale, appare come un doppio imbuto, con una strozzatura al centro. Un corridoio, ricavato nello spigolo di quelle case, salva i pedoni dal traffico della via.
Tutto il lato sinistro della via è quindi occupato dal complesso della canonica di San Gaetano, con un edificio a tre piani, che si impone per la grande estensione con i suoi undici assi. Non appaiono tuttavia sui fronti elementi architettonici di particolare interesse. Così Federico Fantozzi (1843): "La sua fondazione è coeva a quella della contigua chiesa. Nel 1553 fu ridotta a monastero degli Olivetani, ai quali successi i Teatini lo migliorarono e ampliarono incorporandovi gran parte di quelle casupole che gli erano adese dalla parte di levante. Dopo la soppressione di quest'ordine, avvenuta nel 1808, furono queste casupole nuovamente ridotte ad usi secolari e il convento a canonica". 
Su questo lato Francesco Bigazzi trascrisse un bando dei Signori Otto, oggi non più esistente.
I SS. OTTO

DI BALIA PROIBISCONO

OGNI GIVOCO DI PALLA

PALLOTTOLE E SIMILI P QVANTO

TIENE IL VICOLO DEL CHIASSO

DE BVOI ANTICO E LI DVA

VICOLI DI PIAZ:A PADELLA

CONTIGVI AL DETTO SOTTO PENA

DI SCUDI DVA DI CATTVRA E ALTRE

PENE AD ARB° " DELLE S.S. L.L. COME

NEL DECR° DEL DÌ 27 AG. 1663
La trascrizione in italiano corrente è: «I Signori Otto di [Guardia e] Balìa proibiscono qualsiasi gioco di palla, pallottole e simili per quanto riguarda il vicolo del chiasso dei Buoi e i due vicoli di piazza Padella ad esso contigui, sotto pena di due scudi (di multa), della cattura e di altre pene secondo l'arbitrio delle signorie loro (dei magistrati) come nel decreto del 27 agosto 1663.»
Sull'altro lato si trova ancora invece un altro bando, più piccolo e antico, che vieta di "far bruttura", cioè sporcizia.
| I SS.OTTO.HANNO PROHIBITO.FARCI BRVTTVRA · 1596 |

Il tratto dovrebbe essere inoltre legato alla memoria della residenza di Filippo Brunelleschi, almeno stando a quanto riportato da Francesco Bigazzi e nonostante le trasformazioni subite dall'area alla fine dell'Ottocento che impediscono l'individuazione dell'ubicazione dell'edificio citato: "Quest'insuperabile architetto nacque, abitò e morì in via Teatina (via degli Agli) nella casa già segnata di n. 1, cioè in quella torre scapezzata (la torre di Rinaldo di Zanobi degli Agli) che, ridotta a casa, attacca colla canonica di san Gaetano".
L'altro lato della strada presenta invece uno spigolo del palazzo Pasquali e resti di case che storicamente furono degli Aldobrandini che, curvando su via Teatina, mostrano anche gli avanzi di una torretta.